# Baghpat
Baghpat (Hindi: बाघपत) ist eine Stadt im nordindischen Bundesstaat Uttar Pradesh.
Baghpat liegt in der nordindischen Ebene am Ostufer der Yamuna 35 km nördlich der Bundeshauptstadt Neu-Delhi. Die Stadt ist Verwaltungssitz des gleichnamigen Distrikts.
Die nationale Fernstraße NH 334B (Sonipat−Meerut) und die Uttar-Pradesh-Fernstraße 57 (Ghaziabad−Shamli) kreuzen sich in Baghpat.
Baghpat besitzt als Stadt den Status eines Nagar Palika Parishad. Die Stadt ist in 25 Wards gegliedert. Beim Zensus 2011 hatte Baghpat 50.310 Einwohner.